# Воронов, Николай Николаевич
Никола́й Никола́евич Во́ронов (23 апреля [5 мая] 1899, Санкт-Петербург — 28 февраля 1968, Москва) — советский военачальник, Главный маршал артиллерии (21 февраля 1944 года), Герой Советского Союза (7 мая 1965 года). Депутат Верховного Совета СССР (1946—1950). Академик Академии артиллерийских наук.
Участник гражданских войн в России и в Испании, Советско-польской, «Зимней» и Великой Отечественной войн; участвовал в Польском походе РККА и в присоединении Бессарабии и Северной Буковины. Возглавлял Артиллерию РККА в период Великой Отечественной войны и в послевоенные годы.

## Ранняя биография
Николай Николаевич Воронов родился 23 апреля (5 мая) 1899 года в Санкт-Петербурге в семье конторского служащего Николая Терентьевича и Валентины Андреевны Вороновых. В ноябре 1908 года Валентина Андреевна совершила самоубийство, оставив детей на воспитание отца.
Воронов учился в частном реальном училище, но из-за финансовых проблем в 1914 году бросил обучение, а в 1915 году получил работу технического секретаря у частного поверенного. Осенью 1916 года отец Николай Терентьевич Воронов был мобилизован в ряды русской армии, и на Н. Н. Воронова легли обязанности заботиться о семье.
В 1917 году Николай Воронов сдал экстерном экзамены на аттестат зрелости. После Октябрьской революции работал в Госбанке.

## Военная служба

### Участие в гражданской и советско-польской войнах
В марте 1918 года Воронов был принят на 2-е Петроградские командные артиллерийские курсы, по окончании которых осенью был назначен в запасный мортирный артиллерийский дивизион Петрограда командиром взвода 2-й батареи, которая в составе войск 15-й армии принимала участие в боях с войсками Николая Юденича в районе Пскова. В боях с Юденичем Воронов не раз проявлял личную храбрость.
В 1919 году вступил в РКП(б); в числе рекомендовавших его при вступлении в партию был Матвей Захаров.
С апреля 1920 года Николай Воронов в составе 83-го стрелкового полка 10-й стрелковой дивизии 16-й армии принимал участие в советско-польской войне. Полк Воронова был вооружён 76-мм пушками вместо постепенно выбывших из строя 122-мм гаубиц. 17 августа того же года во время сражения в селе Юзефов Воронов получил тяжёлую контузию. Очнувшись, он обнаружил, что село занято поляками, а рядом с ним находится красноармеец Волков из его батареи. Боец помог командиру подняться в седло, и они попытались пробраться к своим, однако по ошибке ночью попали в расположение противника. Из-за контузии Воронов не мог управлять конём и попал в плен. Во время плена перенёс воспаление лёгких, рожистое воспаление лица, тиф, и дважды хотели ему ампутировать ноги.
В апреле 1921 года Николай Воронов был репатриирован в РСФСР.

### Служба с 1922 по 1937 годы
Летом 1922 года Воронов был назначен командиром гаубичной батареи 27-й Омской стрелковой дивизии, а осенью 1923 года был включён в список слушателей Высшей артиллерийской школы комсостава, окончив которую, продолжил служить в той же 27-й Омской дивизии командиром лёгкого учебного артиллерийского дивизиона. В этот период Николай Воронов написал в «Вестник АКУКС» несколько статей.
На межокружных манёврах, проводившихся летом 1926 года под руководством начальника штаба РККА Михаила Тухачевского, Воронов отличился, командуя артиллерией сводной дивизии Белорусского военного округа, и в качестве награды получил разрешение на следующий год сдавать вступительные экзамены в Военную академию РККА им. М. В. Фрунзе.
Успешно защитив в 1930 году дипломную работу на тему: «Влияние развития артиллерии на оперативное искусство и тактику в первую мировую войну», Николай Воронов окончил Академию им. М. В. Фрунзе и был назначен командиром артиллерийского полка 1-й Московской Пролетарской дивизии.
В августе 1932 года Воронов в составе советской военной миссии был направлен в Италию на войсковые манёвры. В 1933 году под руководством А. И. Егорова участвовал в разработке 2-й части Боевого устава артиллерии.
В апреле 1934 года был назначен в Ленинграде начальником и военкомом 1-й артиллерийской школы, основанной на базе 2-х Петроградских командных артиллерийских курсов, а в 1936 году за успешное руководство школой Николай Воронов был награждён орденом Красной Звезды.
Николай Воронов в 1935 году во второй раз выехал в Италию в составе советской военной миссии, а 11 ноября того же года ему было присвоено звание «комбриг». В конце 1936 года был направлен в Испанию, где в то время шла гражданская война. Под псевдонимом «волонтёр Вольтер» работал старшим советником по артиллерии при руководстве силами республиканцев и занимался вопросами координации действий, обучения, снабжения артиллерийских частей Мадридского фронта.
Полученный в ходе Гражданской войны в Испании опыт убедил Николая Воронова в том, что мнение об утрате артиллерией своего прежнего значения в предстоящей войне ошибочно.
По воспоминаниям старших советников, Воронов был награждён за время пребывания в Испании орденами Ленина и Красного Знамени.
В июне 1937 года был отозван в Москву.

### Начальник артиллерии РККА (1937—1940)

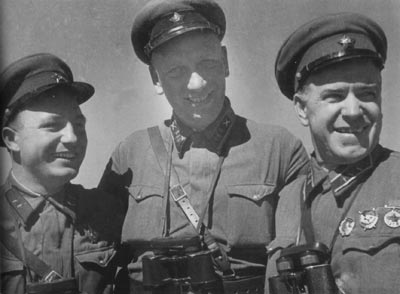
Во время боёв на Халхин-Голе. Слева направо: Д. Н. Никишев, Н. Н. Воронов, Г. К. Жуков.

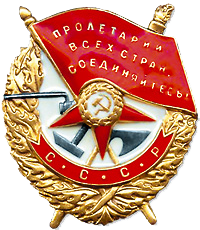
Орден Красного Знамени

Возвратившись в Москву, Воронов 20 июня 1937 года был представлен к внеочередному званию «комкор» и назначен начальником артиллерии РККА, сменив расстрелянного по делу Тухачевского 10 сентября 1937 года комдива Н. М. Роговского.
После вступления на должность начальника артиллерии РККА Николай Воронов начал работу по модернизации артиллерии РККА, и уже в ноябре 1937 года на столе у наркома обороны Климента Ефремовича Ворошилова лежала докладная записка, содержащая широкую программу оснащения артиллерии разведывательной техникой, создания новой звукометрической станции обнаружения, усовершенствования и разработки новых образцов артиллерии тяжёлой и большой мощности, развития зенитной и самоходной артиллерии и развития средств механической тяги. Вскоре Воронов был включён Наркоматом Обороны в состав комиссии, разрабатывающей «систему артиллерийского вооружения», схожей с программой вооружения РККА на каждом звене управления. Николай Воронов доработал проект Боевого устава артиллерии, чем помог укреплению централизации в управлении артиллерией и избавлению проекта от недоверия, связанного с тем, что руководивший документом человек был в 1938 году репрессирован.
В конце июля 1938 года Воронов выехал в составе специальной комиссии Наркоматом Обороны в район боёв у озера Хасан с целью проведения проверки боевой подготовки войск Дальневосточного ВО вдоль границы от Благовещенска до острова Русский, а в июне 1939 года был направлен в район боёв на Халхин-Голе для руководства артиллерией 1-й армейской группы войск. За Халхин-Гольские события был награждён вторым орденом Красного Знамени.
Осенью 1939 года Воронов занимался координацией действий артиллерии Белорусского военного округа в польском походе РККА, во время которого попал в тяжёлую автомобильную аварию. Спасся он чудом — металлический осколок, ударивший ему в грудь, отклонил от сердца массивный металлический карандаш, подаренный ему ещё в Испании Долорес Ибаррури. Однако в результате ДТП он получил сотрясение мозга, надлом четырёх рёбер и множественные повреждения желудочно-кишечного тракта (о последних Воронов в своих воспоминаниях не упоминает, несмотря на то, что они впоследствии периодически напоминали о себе сильными болями).
В ноябре 1939 года в составе комиссии от Народного Комиссариата Обороны инспектировал готовность для войны с Финляндией войск Ленинградского военного округа, а во время советско-финской войны руководил артиллерийскими частями, в основном, 7-й армии, участвовавшими в прорыве линии Маннергейма. В 1940 году Николай Воронов за успехи артиллерии был награждён вторым орденом Ленина.
С введением в РККА генеральских званий, 4 июня 1940 года Николаю Воронову было присвоено звание генерал-полковника артиллерии. В середине июня осуществлял контроль над действиями артиллерии Киевского особого военного округа во время присоединения Бессарабии и Северной Буковины.
Приказом Наркома обороны СССР от 13 июля 1940 года должность начальника артиллерии РККА была ликвидирована и была введена должность первого заместителя начальника Главного артиллерийского управления по боевой подготовке, на которую был назначен Николай Воронов. На этом посту он стал подчинённым заместителя наркома обороны маршала Григория Кулика, с которым у него к тому времени уже складывались весьма непростые взаимоотношения.

### 1941 год
19 июня 1941 года Воронов был переведён на должность начальника Главного управления ПВО, которое подчинялось лично наркому обороны.
В первые дни Великой Отечественной войны генерал-полковник Воронов занимался усилением ПВО Москвы, развёртыванием резервных частей для противовоздушной обороны важных объектов и налаживанием взаимодействия войск ПВО и ВВС. Первые же недели войны показали ошибочность децентрализации управления артиллерией РККА и был поставлен вопрос об исправлении данного решения.
Сразу после подписания Постановление Государственного комитета обороны СССР № 200 от 18 июля 1941 года «О восстановлении должности Начальника артиллерии Красной армии и сформировании Главного управления при нём», 19 июля 1941 года Н. Н. Воронов был назначен на восстановленный пост начальника артиллерии КА (ГУНАРТ КА), а уже 20 июля получил задание выехать в район проведения Ельнинской операции для работы по организации действий противотанковой артиллерии. Усилиями Николая Воронова из районов наступления немецких войск в тыл выводятся артиллерийские орудия большой и особой мощности, производство которых было прекращено.
После возвращения в Москву Воронов совместно с начальником артиллерии Резервного фронта Леонидом Говоровым разрабатывал подробную инструкцию для артиллерии по борьбе с танками Вермахта, которая вскоре была направлена в виде директивы Ставки Верховного Главнокомандования в войска. Одновременно с должностью начальника (командующего) артиллерией РККА, с сентября 1941 по 20 мая 1943 года являлся заместителем народного комиссара обороны СССР.
Воронов в составе специальной комиссии ГКО СССР выехал в Ленинград для построения противотанковой обороны и организации боевой деятельности артиллерии фронта и войск ПВО. Стараниями Воронова, стремившегося к усилению централизации в управлении артиллерией, в сентябре ГАУ вошло в подчинение начальника артиллерии РККА, также был создан Штаб артиллерии РККА во главе с генерал-майором Иваном Алексеевичем Суслопаровым.
Через некоторое время после возвращения в Москву, в середине сентября Николай Воронов по просьбе Военного совета Ленинградского фронта был вновь направлен в Ленинград, где оказывал помощь командованию фронта в проведении частных наступательных операций.
После возвращения в конце сентября в Ставку занимался боевой готовностью частей и соединений Московского резервного фронта, а также работал над формированием и комплектацией противотанковых артиллерийских полков, предназначенных для обороны Москвы. 13 октября Николай Воронов был вновь направлен на Ленинградский фронт для организации действий артиллерии фронта во время наступления с целью прорыва блокады Ленинграда в районе Невской Дубровки. Кроме прорыва блокады, Воронов занимался управлением контрбатарейной борьбой, обеспечением в городе артиллерийского производства и организацией противовоздушной обороны дороги жизни вплоть до отъезда в Москву 5 декабря.

### 1942 год
После возвращения в Ставку Воронов занимался вопросами по снабжению, комплектованию, организации и координации действий артиллерийских частей на участках зимнего контрнаступления советских войск. В своём докладе к Сталину от 28 февраля 1942 года Николай Воронов поставил вопрос о войсковой ПВО, которая с ноября 1941 года осталась без руководства. 2 июня 1942 года приказом НКО все действовавшие в составе фронтов наземные подразделения и части ПВО были подчинены начальнику артиллерии РККА, а также начальникам артиллерии фронтов и армий.
По заданию Ставки Воронов в начале июня принимал участие в подготовке и проведении частных наступательных операций на левом фланге Западного фронта, которые осуществлялись 1-й, 6-й и 61-й армиями, а в июле выехал в район боёв на Сталинградском направлении для проверки боевой готовности и оказания помощи отступающим 62-й и 64-й армиям.
Вместе с Климентом Ворошиловым и Борисом Шапошниковым Николай Воронов в середине августа представлял СССР на консультационных переговорах с английской военной делегацией, состоявшихся в рамках визита Уинстона Черчилля в Москву. В сентябре Воронов сопровождал Александра Василевского в поездке по Юго-Западному, Сталинградскому и Донскому фронтам. На основе полученных с фронтов сведений была начата разработка операции «Уран», в ходе которой на начальника артиллерии и штаб артиллерии РККА возлагалась задача по планированию артиллерийской подготовки, артиллерийского сопровождения, снабжения артиллерии и расчёта её потребности в боеприпасах. После утверждения плана операции Воронов работал с начальниками артиллерии фронтов и непосредственно контролировал подготовку армейских частей к проведению наступления, а в дни проведения операции находился на командно-наблюдательном пункте 21-й армии, где контролировал действия артиллерии армии и руководил допросами пленных.
По инициативе Воронова народный комиссар обороны 31 октября издал приказ о создании артиллерийских дивизий резерва Верховного Главнокомандования. В конце ноября Воронов совместно с А. М. Василевским и А. А. Новиковым провёл рекогносцировку района среднего Дона перед наступательной операцией.
С 16 по 19 декабря Воронов занимался координацией артиллерии частей Юго-Западного и Воронежского фронтов, задействованных в этой операции, а 19 декабря был откомандирован на Донской фронт для помощи в разработке и осуществлении операции по ликвидации Сталинградской группировки немецких войск. Руководимые им силы ПВО фронта осуществляли воздушную блокаду окружённой группировки противника.

### 1943—1944 годы

Допрос Фридриха Паулюса Николаем Вороновым (по центру) и Константином Рокоссовским (слева)

10 января 1943 года после мощной артиллерийской подготовки была начата операция «Кольцо», и за эту операцию Воронов был награждён орденом Суворова I степени. 18 января Воронову было присвоено высшее воинское звание артиллерии — «Маршал артиллерии».
31 января в ходе сражения генерал-фельдмаршал Фридрих Паулюс сдался в плен советским войскам, и Воронов лично руководил допросом пленённого немецкого военачальника. Воронов в начале февраля был откомандирован на Северо-Западный фронт с целью оказания помощи в подготовке и проведении 2-й Демянской наступательной операции.
С апреля командующему артиллерии РККА было передано командование над гвардейскими миномётными частями (ГМЧ), которые до этого были подчинены непосредственно Ставке, а самоходная артиллерия, вопреки протесту Воронова, была переведена под командование бронетанковых войск.
Николай Воронов с мая по июнь 1943 года контролировал формирование первых пяти артиллерийских корпусов прорыва, а с 5 июля выполнял роль представителя Ставки при командующем Брянским фронтом, а также проверял подготовку артиллерии фронта к проведению Курской операции.
3 августа Воронов был откомандирован на Западный фронт для контроля за подготовкой и проведением Смоленской наступательной операции.
30 августа по приказу Ставки Воронов был направлен с проверкой в войска Калининского фронта. С 20 октября координировал действия 1-го и 2-го Прибалтийского, а также Западного фронтов.
В ноябре 1943 года по инициативе Николая Воронова авиационному ОКБ Павла Сухого было выделено финансирование для создания специализированного самолёта-разведчика и артиллерийского корректировщика Су-12. В 1947 году начались испытания прототипа самолёта, но в серию он не пошёл и на вооружение в ВВС не поставлялся.
В начале 1944 года по состоянию здоровья Воронов вынужден был сложить с себя полномочия представителя Ставки и вернуться в Москву для лечения. Затем руководил секретной переброской боеприпасов, средств артиллерийского снабжения и орудий особой мощности в войска Дальневосточного фронта.
21 февраля Николаю Воронову было присвоено воинское звание «Главный маршал артиллерии».
Интересен тот факт, что в годы войны будучи командующим артиллерии РККА, Воронов считал недопустимым борьбу пехоты с танками, по его мнению, с танками должны бороться свои же танки, противотанковая авиация и артиллерия. Прямая атака пехоты на танки (особенно в начале войны) приводила к катастрофическому расходу живой силы, в то время гранатомётов и противотанковых ружей было крайне мало, к тому же их использование требовало обученного расчёта солдат, в итоге основным способом борьбы были мины и связки гранат, кидаемые солдатом под гусеницы танков. Маршал всячески противился развитию в РККА пехотных противотанковых средств (противотанковых ружей, гранатомётов) и активно добивался насыщения стрелковых полков и дивизий противотанковыми пушками.
В 1944 году выполнял специальное задание по организации противоракетной обороны Ленинграда ввиду получения информации о возможном обстреле города немцами с использованием ракет Фау-2.

### После войны

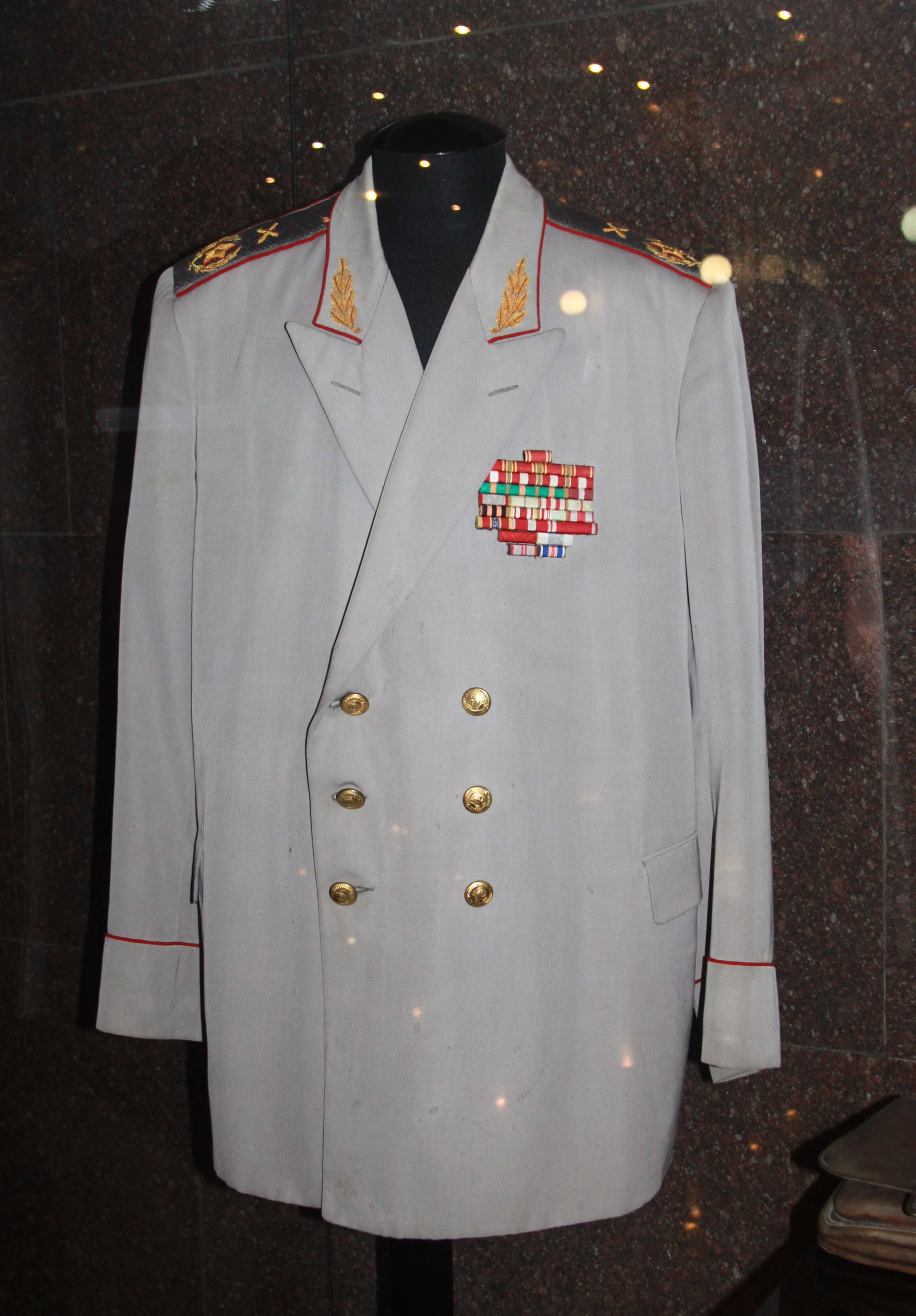
Китель Н. Н. Воронова в Центральном музее Великой Отечественной войны

В мае 1946 года Воронов инициировал создание Академии артиллерийских наук, первым президентом академии стал Анатолий Благонравов. В том же году Воронов был избран депутатом Верховного Совета СССР.
Наряду со многими выдвинувшимися в годы войны полководцами, Николай Воронов в марте 1950 года был освобождён от занимаемой должности и находился в распоряжении военного министра СССР. В декабре 1950 года был избран на пост президента Академии артиллерийских наук, вице-президентом которой в то время был генерал-полковник артиллерии А. Ф. Горохов.
В октябре 1953 года, в связи с прекращением существования Академии, был назначен на должность начальника Военной артиллерийской (командной) академии имени М. И. Калинина в Ленинграде. В течение шести лет существования академии там были проведены многочисленные исследования, в том числе и по стрельбе баллистическими ракетами и управлению артиллерийским огнём специальными приборами.
С октября 1958 года переведён в состав Группы генеральных инспекторов Министерства обороны СССР по состоянию здоровья, где состоял вплоть до своей смерти.
Указом Президиума Верховного Совета СССР от 7 мая 1965 года «за умелое руководство войсками, мужество, отвагу и героизм, проявленные в борьбе с немецко-фашистскими захватчиками, и в ознаменование 20-летия победы советского народа в Великой Отечественной войне 1941—1945 гг.» главному маршалу артиллерии Воронову Николаю Николаевичу присвоено звание Героя Советского Союза с вручением ордена Ленина и медали «Золотая Звезда».
В последние годы вёл работу по военно-патриотическому воспитанию молодёжи. 23 февраля 1968 года Николай Воронов был прооперирован в связи с обнаружением злокачественной опухоли, а 28 февраля скончался, не приходя в сознание. После смерти был кремирован, прах со всеми почестями захоронен у Кремлёвской стены.

## Личная жизнь
Круг интересов Николая Воронова был обширным: от искусства и литературы до спорта.
В 1920-х годах Воронов играл вратарём в армейской футбольной команде Москвы и затем академии, а затем всю жизнь был страстным болельщиком футбола (болел за команду ЦДКА, которой он всё время помогал) и шахмат, а также активным участником спортивной охоты и рыбной ловли. Воронов научился играть в футбол ещё в детстве, когда его семья жила в Удельном в Петрограде, где летом тренировалась команда иностранцев, живших в Петрограде.

### Семья
Отец — Николай Терентьевич Воронов родился в семье повара. Образование получил в Петрограде для службы в качестве конторщика. Сочувствовал социал-демократам. После революции 1905 года потерял работу, и в течение последующих трёх лет был безработным. Осенью 1916 года его мобилизовали в ряды российской армии. После Февральской революции вернулся в Петроград в качестве делегата полкового солдатского комитета. После гражданской войны работал учителем в Ленинграде. Мать — Валентина Андреевна Воронова.
У Воронова были две сестры — Варвара и Валерия.
Жена — Нина Сергеевна. Их общий сын — Владимир Воронов, кандидат военных наук, советский геолог, открывший на Полярном Урале ензорит; сыграл роль своего отца в киноэпопее «Блокада» (СССР, 1973—1977).

## Отзывы о Н. Н. Воронове
Можно сказать, что благодаря Н. Н. Воронову решилось важное дело, которое стопорилось на двух крупнейших заводах в течение нескольких месяцев. Хорошо и по-деловому решались вопросы вместе с Н. Н. Вороновым, который подходил всегда внимательно, разумно. Он был человеком большой культуры, простым, умевшим относиться с уважением и доверием к производственникам артиллерии… Руководители артиллерийских заводов со своей стороны любили и уважали Н. Н. Воронова, который всегда был отзывчив к делам артиллерийских заводов— Воспоминания Н. Э. Носовского. [militera.lib.ru/bio/commanders1/03.html // Самсонов, Ф. (генерал-полковник артиллерии). Главный маршал артиллерии Николай Воронов: Статья.]

В кабинете Сталина я часто встречал Н. Н. Воронова. Этот видный специалист, возглавлявший в годы Великой Отечественной войны артиллерию Красной Армии, уже тогда начал заметно выдвигаться. Мне это нравилось. В Испании я убедился в отличных боевых качествах и широких познаниях Николая Николаевича, охотно прибегал к его консультациям. Во время финской кампании, где артиллерия сыграла особенно существенную роль, его советы в целом, как и распоряжения по артиллерийской линии в частности, всегда были кстати и серьёзно помогли общему делу.— Мерецков, Кирилл Афанасьевич. [lib.ru/MEMUARY/1939-1945/PEHOTA/mereck.txt Мемуары «На службе народу»] (txt).

Хочу сказать здесь несколько слов о Главном маршале артиллерии Н. Н. Воронове. Моё знакомство с ним произошло в начале 30-х годов… Николай Николаевич часто заглядывал в инспекцию артиллерии, входившую в состав нашего управления… Все мы видели в Н. Н. Воронове отличного специалиста, практика — артиллериста, прекрасно разбиравшегося и общевойсковых вопросах. Затем он был откомандирован в Испанию, а по возвращении оттуда был назначен командующим артиллерией Красной Армии.

Особенно близко я познакомился с ним в годы войны. Оставаясь командующим артиллерии, Н. Н. Воронов часто направлялся на различные фронты в качестве представителя Ставки. Верховный Главнокомандующий не без основания доверял ему, считая его крупным военным специалистом, обладающим серьёзным боевым опытом. Николай Николаевич внёс немалый вклад в разработку и проведение ряда ответственных операций. Большую роль сыграл он и в подготовке кадров командного состава советской артиллерии, в совершенствовании и создании новых образцов артиллерийского вооружения и боевой техники, а также в развитии тактики боевого применения этого могучего рода войск, сыгравшего неоценимую роль в годы Великой Отечественной войны. Н. Н. Воронов пользовался заслуженным авторитетом в Вооружённых Силах. Все знавшие его относились к нему с огромным уважением…
— Дважды Герой Советского Союза Маршал Советского Союза Василевский А. М. Дело всей жизни. — 2-е изд., доп. — М.: Издательство политической литературы, 1975. — С. 289.

## Воинские звания
- Комбриг (26 ноября 1935)[31]
- Комкор (20 июня 1937, минуя звания комдива)[32]
- Командарм 2-го ранга (23 марта 1940)[33]
- Генерал-полковник артиллерии (4 июня 1940)[34]
- Маршал артиллерии (18 января 1943)[5]
- Главный маршал артиллерии (21 февраля 1944)

## Награды
- Медаль «Золотая Звезда» (07.05.1965 № 10682)
- Шесть орденов Ленина (03.01.1937; 21.03.1940; 21.02.1945; 05.05.1949[35]; 04.05.1959; 07.05.1965)
- Орден Октябрьской Революции (02.03.1968, посмертно)
- Четыре ордена Красного Знамени (21.06.1937; 17.11.1939; 03.11.1944; 24.06.1948)
- Три ордена Суворова 1-й степени (28.01.1943; 29.07.1944; 18.11.1944)
- Орден Красной Звезды (16.08.1936)
- Медаль «За оборону Ленинграда».
- Медаль «За оборону Москвы».
- Медаль «За оборону Сталинграда».
- Медаль «За победу над Германией в Великой Отечественной войне 1941—1945 гг.».
- Юбилейная медаль «Двадцать лет Победы в Великой Отечественной войне 1941—1945 гг.».
- Медаль «За победу над Японией».
- Медаль «В память 800-летия Москвы».
- Медаль «В память 250-летия Ленинграда».
- Юбилейная медаль «XX лет Рабоче-Крестьянской Красной Армии» (22.02.1938).
- Юбилейная медаль «30 лет Советской Армии и Флота».
- Юбилейная медаль «40 лет Вооружённых Сил СССР».
- Юбилейная медаль «50 лет Вооружённых Сил СССР».
- Орден Сухэ-Батора (МНР).
- Орден Красного Знамени (МНР).
- Знак «Участнику боёв у Халхин-Гола»
- Орден Партизанской звезды 1 степени (СФРЮ).
- Орден Национального освобождения (СФРЮ).
- Орден «Крест Грюнвальда» 1-й степени (ПНР).
- Командор ордена Возрождения Польши (ПНР).
- Почётное оружие[36] — 7,65-мм пистолет Walther PP (является экспонатом в Центральном Музее Вооружённых Сил).

## Сочинения
- Воронов Н. Н. Советская артиллерия в Великой Отечественной войне. — М., 1946.
- Воронов Н. Н. [militera.lib.ru/memo/russian/voronov/index.html На службе военной]. — М.: Воениздат, 1963.
- Mikołaj Woronow. Artyleryjskim szlakiem / Tłum. Stefan Michnik. — Warszawa: M-wo obrony narodowej, 1966. — 364 с. — (Biblioteka wiedzy wojskowej. Ser. IX).

## Увековечение памяти

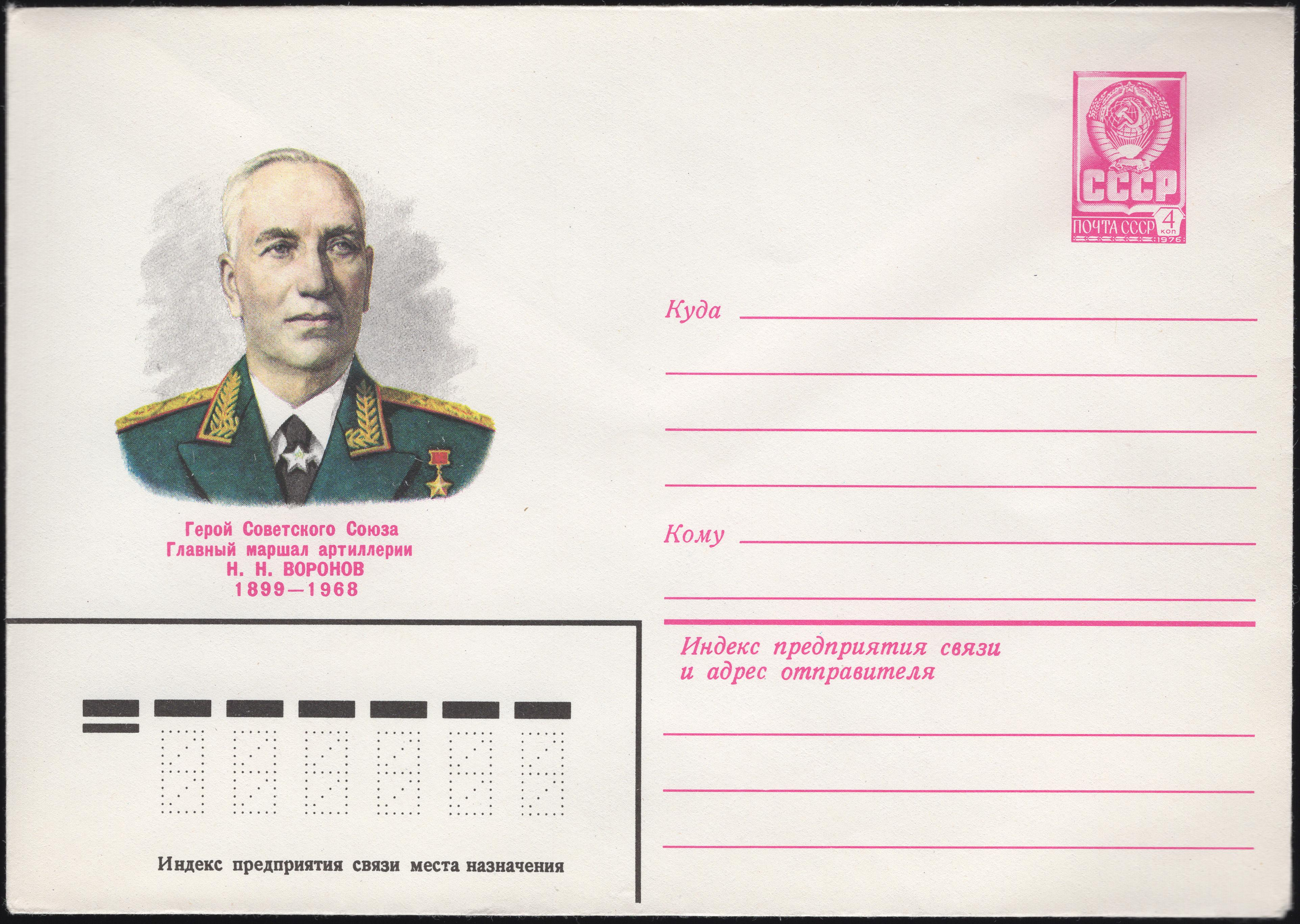
Почтовый конверт. СССР, 1979 год

- Мемориальная доска на доме № 2 по Арсенальной набережной[37] в Санкт-Петербурге.
- В честь Николая Воронова названы улицы в:
Донецке[38];
Волгограде[39];
Нижнем Новгороде[40];
Пензе[41].
Галиче (Костромская область)
- Имя Н. Н. Воронова носит Пензенский артиллерийский инженерный институт (полное название — федеральное государственное образовательное учреждение высшего профессионального образования «Пензенский артиллерийский инженерный институт имени Главного маршала артиллерии Н. Н. Воронова»)[42].
- Имя главного маршала артиллерии Н. Н. Воронова носит конкурс по полевой выучке офицеров РВиА РФ.
- Ежегодно в День ракетных войск и артиллерии ветераны и военачальники ракетных войск и артиллерии Вооружённых Сил России возлагают венки к урне с прахом Николая Воронова у Кремлёвской стены[43].

## В кинематографе
- Василий Меркурьев («Клятва». СССР, 1946; «Сталинградская битва». СССР, 1949).
- Владимир Воронов[44] («Блокада». СССР, 1973—1977).
- Валерий Афанасьев («Калашников». Россия, 2020).

## Документы
- Автобиография комкора Н. Н. Воронова от 25 октября 1938 года. // Военно-исторический журнал. — 1989. — № 6. — С.62-63.